# 다닐 할리모프
다닐 타히로비치 할리모프(러시아어: Дани́л Тахи́рович Хали́мов, 1978년 7월 6일~2020년 10월 15일)는 러시아 태생의 카자흐스탄의 레슬링 선수이다.
러시아 니즈니타길에서 태어나 러시아 청소년 그레코로만혈 레슬링 국가대표로 활동했으며, 이후 카자흐스탄으로 귀화했다. 그레코로만 레슬링 선수로 2002년 아시안 게임과 2004년 아시아 선수권 대회 74kg급에서 각각 은메달을 획득했다.
코로나19 범유행중이던 2020년 10월 15일 러시아 예카테린부르크에서 코로나19로 사망하였다.